# Le Vaudreuil Golf Challenge
Le Vaudreuil Golf Challenge is een golftoernooi van de Challenge Tour.
De eerste editie vond plaats in 2013. Het toernooi wordt gespeeld op de Golf PGA France du Vaudreuil in Le Vaudreuil, ongeveer 30km ten Westen van Rouen. 
| Jaar | Winnaar                       | Score                         | Score                         | Prijzengeld                   |
| ---- | ----------------------------- | ----------------------------- | ----------------------------- | ----------------------------- |
| 2013 | Brinson Paolini po            | 269                           | -19                           | € 180.000                     |
| 2014 | Andrew Johnston               | 268                           | -16                           | € 200.000                     |
| 2015 | Ryan Fox                      | 270                           | -14                           | € 200.000                     |
| 2016 | Alexander Björk               | 270                           | -14                           | € 210.000                     |
| 2017 | Aaron Rai                     | 266                           | -18                           | € 210.000                     |
| 2018 | Richard McEvoy                | 266                           | -18                           | € 210.000                     |
| 2019 | Steven Tiley                  | 273                           | -11                           | € 210.000                     |
| 2020 | afgelast omwille van COVID-19 | afgelast omwille van COVID-19 | afgelast omwille van COVID-19 | afgelast omwille van COVID-19 |
| 2021 | Marcel Siem                   | 269                           | -15                           | € 210.000                     |
| 2022 | Nathan Kimseypo               | 274                           | -14                           | € 260.000                     |
| 2023 | Darren Fichardt               | 273                           | -15                           | € 260.000                     |